# Chamaedorea costaricana
Chamaedorea costaricana es una especie de palmera que se distribuye por Centroamérica. Recibe el nombre común de camedor chicuilote o  acaya.

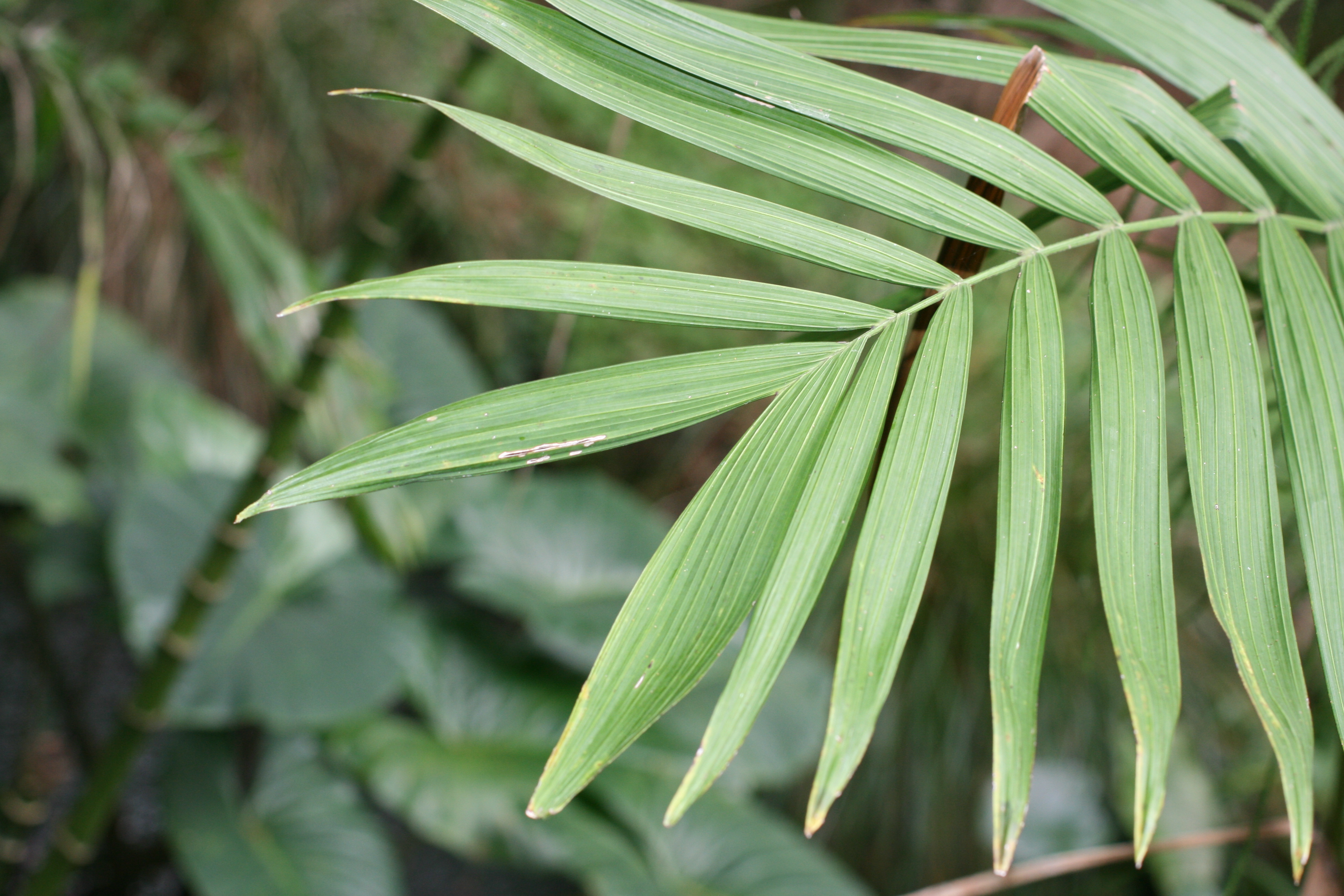
Detalle de la hoja

## Descripción
Son palmas que se encuentran en colonias, con tallos cortos horizontales en o a nivel del suelo, formando grupos densos o abiertos, hasta de 6 m de alto y 2–6 cm de diámetro, con entrenudos de 5–30 cm de largo. Las hojas 4–6, son erecto-patentes, pinnadas de 1–2 m de largo; con pinnas 20–26 a cada lado, ligeramente sigmoides o falcadas, de 25–40 cm de largo y 2.5–5 cm de ancho, largamente acuminadas, 2 nervios prominentes a cada lado del nervio principal, raquis 100–120 cm de largo; vaina tubular, de 20–60 cm de largo, con una extensión alargada triangular opuesta a la inserción del pecíolo, formando lobos auriculados a cada lado del pecíolo, pecíolo de hasta 35 cm de largo, abaxialmente con una banda pálida que se extiende hasta la vaina. Inflorescencias infrafoliares, solitarias, con pedúnculo de 20–45 cm de largo, erecto en flor, péndulo en fruto, brácteas 5–8, raquis 10–20 cm de largo; inflorescencias estaminadas con 15–30 raquillas, 20–30 cm de largo, flexuosas y péndulas, verdes a amarillas en flor, flores 2.5–3.5 mm de largo y 2.5–3 mm de ancho, amarillo-verdosas, sépalos libres casi hasta la base, pétalos valvados, libres casi hasta la base; inflorescencias pistiladas con 10–20 raquillas, 20–35 cm de largo, frecuentemente sólo bífidas, anaranjadas y abultadas en fruto, flores 3–3.5 mm de largo y 2–2.5 mm de ancho, en espirales laxas, amarillo pálidas, ligeramente hundidas, sépalos connados brevemente en la base, pétalos imbricados casi hasta el ápice, libres. Frutos globosos a subglobosos, 7–10 mm de diámetro, verdes y tornándose negros o negro-purpúreos.

## Distribución
Se distribuye desde México y toda Centroamérica, por Guatemala, El Salvador, Honduras, Nicaragua, Costa Rica y Panamá.

## Hábitat
Es una especie común en bosques húmedos o muy húmedos, nebliselvas y bosques enanos, a una altitud de 600–1650 metros.

## Taxonomía
Chamaedorea costaricana fue descrita por Anders Sandoe Oersted y publicado en Videnskabelige Meddelelser fra Dansk Naturhistorisk Forening i Kjøbenhavn 1858(1–4): 19, en el año 1859.
Etimología
Chamaedorea: nombre genérico que deriva de las palabras griegas: χαμαί (chamai), que significa "sobre el terreno", y δωρεά (dorea) , que significa "regalo", en referencia a las frutas fácilmente alcanzadas en la naturaleza por el bajo crecimiento de las plantas.
costaricana, es un epíteto derivado de Costa Rica, donde la especie fue descubierta.
Sinonimia
- Chamaedorea biolleyi Guillaumin
- Chamaedorea linearia L.H.Bailey
- Chamaedorea quezalteca Standl. & Steyerm.
- Chamaedorea seibertii L.H.Bailey
- Legnea laciniata O.F.Cook
- Nunnezharia costaricana (Oerst.) Kuntze
- Omanthe costaricana (Oerst.) O.F.Cook[6]

## Estado de conservación
Se utiliza en arreglos florales y medicina tradicional, esta especie no se encuentra en la NOM-059-ECOL-2010 páginas 47 y 48 bajo la categoría de especie Amenazada (A) o Sujetas a protección (Pr) según la NOM-059-ECOL-2010.